# Королёва, Елена Георгиевна
Елена Георгиевна Королёва (3 июня 1937, Москва — 23 апреля 2008, там же) — советская и российская актриса театра и кино, народная артистка РСФСР.

## Биография
Родилась 3 июня 1937 года в Москве. В 1960 году окончила Театральное училище имени Б. В. Щукина (художественный руководитель — В. К. Львова). Будучи студенткой 3-го курса, была приглашена А. В. Эфросом в Московский драматический театр имени М. Н. Ермоловой на роль Симоны в спектакле «Сны Симоны Машар». После удачного дебюта на сцене Театра имени Ермоловой играла во многих спектаклях А. В. Эфроса.
В 1964—1987 годах играла во МХАТе, а после раздела театра стала актрисой МХАТа имени М. Горького, где работала до 1990 года. После этого выступала в русском духовном театре «Глас», еврейском театре «Шалом», и Московском театре «Сфера». В 1995 году вернулась в театр имени М. Н. Ермоловой.
В 2007 году у актрисы был обнаружен рак желудка.
Скончалась 23 апреля 2008 года в Москве от рака желудка, похоронена на Даниловском кладбище.

### Семья
- Мать — театральный художник Наталья Михайловна Набокова-Патрикеева (1909—1993).

## Награды
- Медаль имени Станиславского (1965).
- Заслуженная артистка РСФСР (1969).
- Народная артистка РСФСР (4.09.1989).
- Почётная грамота Правительства Москвы (24 января 2001 года) — за большие творческие достижения в развитии театрального искусства и в связи с 75-летием со дня основания Московского театра имени М.Н.Ермоловой[3].

## Работы в театре

#### Московский театр имени М. Н. Ермоловой
- «Дни нашей жизни» Л. Андреева — Оль-Оль
- «Сны Симоны Машар» Б. Брехта и Л. Фейхтвангера; режиссёр — А. В. Эфрос — Симона
- «В гостях и дома» А. М. Володина; режиссёр — А. В. Эфрос — Лена
- «Сотворившая чудо» У. Гибсона — Эллен
- «Мать своих детей» А. Н. Афиногенова — Марат
- «Лунная соната» А. С. Тур — Юлия
- «Суббота, воскресение, понедельник» Э. де Филиппо — Вирджиния
- «Том Большое Сердце» С. Богомазова и С. Шатрова — Лёша
- «Два упрямца» Н. Хикмета и В. Туляковой — Счётчик по переписи населения
- «Глеб Космачёв» М. Ф. Шатрова — Алик Космачёв
- «Игра без правил» Л. Р. Шейнина — Наташа Леонтьева

#### МХАТ(1964 — 1987)
- 1964 — «Три толстяка» Ю. К. Олеши — Суок
- 1964 — «Дом, где мы родились» по пьесе П. Когоута «Третья сестра» — Петра
- 1965 — «Синяя птица» М. Метерлинка  — Тильтиль и Митиль
- 1965 — «Чти отца своего» В. Лаврентьева, постановка Б. Н. Ливанова  — Евстолия
- 1970 — «Село Степанчиково и его обитатели» по  Ф. М. Достоевскому, постановка В. Н. Богомолова — Сашенька
- 1971 — «Дульсинея Тобосская» А. М. Володина  — Санчика
- 1971 — «Последние» М. Горького, режиссёр — В. П. Салюка — Вера
- 1971 — «Валентин и Валентина» М. Рощина — Очкарик
- 1973 — «Старый Новый год» М. Рощина — Лиза Себейкина
- 1975 — «Эшелон» М. Рощина, постановка Анатолия Эфроса — Лена
- 1977 — «Дачники» М. Горького, постановка В. П. Салюка — Ольга Алексеевна
- 1977 — «Последний срок» В. Г. Распутина, постановка В. Н. Богомолова — Надя
- 1978 — «Репетитор» Г. Полонского, постановка В. Н. Богомолова — Катя Батистова
- 1981 — «Тартюф» Ж. - Б. Мольера, постановка А. В. Эфроса — Мариана
- 1982 — «Татуированная роза» Т. Уильямса, постановка Романа Виктюка — Беси
- 1982 — «Живой труп» Л. Н. Толстого, постановка А. В. Эфроса — Саша

#### МХАТ имени М. Горького(1987 — 1990)
- 1987 — «На дне» М. Горького — Анна
- 1987 — «Последний срок» В. Г. Распутина — Старуха
- 1988 — «Вишнёвый сад» А. П. Чехова — Шарлотта Ивановна
- 1988 — «Прощание с Матёрой» В. Г. Распутина — Тунгуска

#### Московский театр имени М. Н. Ермоловой
- «Ужасные родители» Ж. Кокто — Ивон
- «Фотофиниш» Питера Устинова — Миссис Кингсейл
- «Танец маленьких лебедей» по пьесе Р. Ибрагимбекова «Прикосновение»
- «Прибайкальская кадриль» В. Гуркина
- «Александр Пушкин» В. Безрукова
- 1995 — «Бедность не порок» А. Н. Островского — Арина

## Фильмография
1. 1957 — Звёздный мальчик — старший сын Дровосека
2. 1959 — Аннушка — Граната
3. 1960 — Первое свидание — Люба Казакова, сестра Мити
4. 1961 — Когда деревья были большими — Нюрка, подруга Наташи
5. 1963 — Пока жив человек — Неля Захарова, медсестра
6. 1964 — Вызываем огонь на себя — Лида Корнеева
7. 1964 — Поезд милосердия — Васка Буренко, медсестра
8. 1965 — Время, вперёд! — Феня, жена Кости Ищенко
9. 1968 — Ещё раз про любовь — Ира («Мышка»), стюардесса
10. 1968 — Золотой телёнок — Варвара Лоханкина (эпизод «Воронья слободка» в фильм не попал; нет в титрах)
11. 1968 — Наши знакомые — Рая Зверева, подруга Антонины
12. 1970 — Карусель (новелла «Поленька») — модистка Поленька
13. 1971 — День за днём — Вера, дочь дяди Юры
14. 1971 — Дорога на Рюбецаль — Жанна, связная-подпольщица
15. 1972 — Доктор Жуков, на выезд! — Раечка
16. 1972 — Записки Пиквикского клуба — Мэри
17. 1972 — Час жизни
18. 1976 — Ну, публика! — Машенька
19. 1977 — Андрей Колобов — Алла
20. 1977 — Красный чернозём — Старцева
21. 1979 — Дачники — Дудакова Ольга Алексеевна, жена доктора
22. 1979 — Старые долги — проводница в поезде
23. 1980 — Холостяки — Вера
24. 1981 — Репетитор — Катя Батистова
25. 1983 — Военно-полевой роман — Нюра, соседка Нетужилиных
26. 1983 — Воробей на льду — мама Саши
27. 1987 — Шура и Просвирняк — секретарь
28. 1988 — Игра в детектив. Инспектор и мафия — Франческа
29. 1989 — Мир в другом измерении — мать Тани
30. 1990 — Домик у околицы — односельчанка, воспитавшая в годы войны шестеро чужих детей
31. 1990 — По 206-й — Татьяна, соседка
32. 1990 — Уроки в конце весны — мать Вадика
33. 1991 — Как живёте, караси? — Нина
34. 1992 — Бег по солнечной стороне — стоматолог
35. 1992 — В той области небес… (Россия, Украина) — эпизод
36. 1992 — Сам я — вятский уроженец — Дуся
37. 2000 — Зависть богов — эпизод
38. 2000 — Чек — эпизод
39. 2001 — Не покидай меня, любовь — Маша, сестра Николая Громова
40. 2005 — Талая вода
41. 2006 — Волкодав из рода Серых Псов — молельщица в храме
42. 2007 — Завещание Ленина — прихожанка Наталья
43. 2008 — Взрослая жизнь девчонки Полины Субботиной — эпизод